# Триумф Евхаристии (Рубенс)
«Триумф Евхаристии» (нидерл. De triomf van de Eucharistie) — выдающееся произведение искусства стиля фламандского барокко, серия шпалер, созданная в 1627—1632 годах на Брюссельской шпалерной мануфактуре в мастерской Яна Раеса Второго по картонам (подготовительным эскизам) выдающегося фламандского живописца Питера Пауля Рубенса.

## История
В 1627 году инфанта Изабелла Клара Евгения Испанская, дочь испанского короля Филиппа II, штатгальтера испанских Нидерландов, заказала выдающемуся живописцу Питеру Паулю Рубенсу двадцать один картон для серии шпалер на тему «Триумф Евхаристии» для монастыря кармелиток «Дескальсас Реалес» в Мадриде. Серия включала одиннадцать больших ковров примерно одинаковой высоты, но разной ширины, а также девять меньшего размера.
Шпалеры предназначались для украшения монастырской церкви во время торжественных праздников, таких как «Праздник Пресвятой Евхаристии», или «Праздник Тела и Крови Христовых». Главным мастером, руководившим работой, был Франс ван ден Хекке. Отдельные ковры создавались на основе слегка изменённых картонов Рубенса. В изготовлении картонов Рубенсу помогали его ученики: Юстус ван Эгмонт, Ян Бокхорст, Якоб Йорданс, Ян Снеллинк, Ян ван ден Хукке. Работа была закончена к 1687 году. По завершении шпалеры были отправлены к испанскому двору в Мадриде.
Серия повторялась несколько раз, не все из шпалер серии сохранились. Часть из них (восемь ковров повторений) принц-епископ Страсбурга Вильгельм Эгон фон Фюрстенберг передал главе Кёльнского собора, предположительно для того, чтобы добиться желаемого избрания архиепископом Кёльна. Первые экземпляры серии остались в Мадриде, там же хранится часть картонов Рубенса, другие находятся в Чикаго и Кембридже. В Кёльне до 1837 года шпалеры были развешены между колонн аркад главного нефа собора. Затем были убраны по неясным причинам. Экспонировались периодически с 1955 года. С 1974 по 1986 год длилась их реставрация. Ныне на праздник Пасхи в нефе помещают восемь больших ковров. Остальное время ради сохранности их хранят в Сокровищнице храма.
Рубенс создавал эскизы для шпалер в три этапа последовательного увеличения размеров и детализации композиции:  боццетти, моделли (итал. modelli — эскизы, наброски) и картоны (в натуральную величину). Эскизы Рубенса «Триумф Евхаристии» являются одними из самых впечатляющих его работ. Ныне семь боццетти находятся в Музее Фицуильяма в Кембридже, шесть — в коллекции музея Прадо в Мадриде, два соединены в панно в картинной галерее дворца Сан-Суси в Потсдаме. Одну модель можно найти в Национальной галерее искусств в Вашингтоне, другие в Музее искусств округа Лос-Анджелес, Музее Бонна-Элли в Байонне, Королевских музеях изящных искусств в Брюсселе, Фонде Барнса в Мерионе и Музее Сан-Диего, пять — в Чикагском институте искусств, два — в Музее Бонна-Элли в Байонне, один — в Музее изящных искусств в Турне, остальные в других собраниях, всего более шестидесяти копий и реплик.

## Иконографическая программа и композиция серии
Серия включала композиции: «Триумф Церкви над Яростью, Раздором и Ненавистью», «Торжество Божественной любви», «Встреча Авраама и Мелхиседека», «Победа Истины над ересью», «Победа Евхаристии над идолопоклонством» и «Защитники Евхаристии». Иконографическая программа выстроена согласно идеологии католической Контрреформации и постановлениям Тридентского собора: возвышение и укрепление католической церкви, её победа над предрассудками и ересями.
Отдельные композиции представляют сцены из Ветхого Завета, которые интерпретируются в связи с Евхаристией (таинством Святого причастия), на четырёх — изображены аллегории триумфа Церкви, остальные композиции, отражают борьбу за Кёльн и прирейнские земли в XVII веке между протестантами и католиками.
В отличие от обычных «картонов» Рубенс выполнял эскизы на дереве маслом. Они представляют собой типичное произведение стиля фламандского барокко: стремительные движения множества фигур, богатство цвета и света, пышные обрамления с бандельверками, картушами, архитектурными элементами, в том числе каннелированными витыми колоннами, и многое другое. Шпалеры имеют высоту около четырёх метров и ширину от трёх до семи метров каждая. Композиция «Триумф Церкви», вероятно, была одной из центральных, поскольку сохранившаяся шпалера является самой большой и отличается наибольшей сложностью.

## Галерея
- П. П. Рубенс. Триумф церкви. Ок. 1625. Дерево, масло. Прадо, Мадрид
- П. П. Рубенс. Сбор манны. Ок. 1625. Дерево, масло. Музей искусств округа Лос-Анджелес, США
- П. П. Рубенс. Встреча Авраама с Мелхиседеком. Ок. 1625. Дерево, масло. Национальная галерея искусства, Вашингтон, США
- Победа Евхаристии над язычеством. 1627–1632. Шпалера. Монастырь Дескальсас Реалес, Мадрид
- Четыре евангелиста. 1627–1632. Шпалера. Монастырь Дескальсас Реалес, Мадрид
- Триумф Церкви над яростью, раздором и ненавистью. Ок. 1628. Шпалера. Монастырь Дескальсас Реалес, Мадрид
- Триумф веры. 1628. Шпалера. Монастырь Дескальсас Реалес, Мадрид
- Шпалеры по картонам Рубенса в нефе Кёльнского собора